# Zafrilla
Zafrilla es un municipio y localidad española de la provincia de Cuenca, en la comunidad autónoma de Castilla-La Mancha. El término municipal tiene una población de 53 habitantes (INE 2024).

## Geografía

### Ubicación
Limita al oeste con Laguna del Marquesado y Valdemeca, al sur con Tejadillos y Salvacañete, y al este y norte con Aragón (provincia de Teruel, y los términos de Albarracín y El Vallecillo. El municipio se encuentra en plena Serranía Alta de Cuenca rodeado por bosques y largos valles con verdes praderas y extensos pinares, que constituyen el cobijo perfecto para ciervos, gamos, jabalíes y corzos, así como perdices, codornices y conejos. En su término es habitual ver buitres leonados, águilas reales, azores, alimoches y multitud de pequeñas aves. La localidad de Zafrilla es la cabecera de municipio de Castilla-La Mancha situada a más altitud, 1425 m, aunque su zona más elevada roza los 1450 m.
El municipio es atravesado por el río Zafrilla, que nace muy cerca de La Veredilla, en la zona del Barranco de la Zorra y la Majada del Artigal. La zona sur del término es de una gran belleza, como la desembocadura del Zafrilla en el río Cabriel, con un caudal superior del afluente. El punto más elevado de su término se encuentra en el Alto del Oso, a 1827 m, uno de los picos más elevados de la Alta Serranía conquense. 
En el XIX se comenta que el lugar está «rodeado de pinares por todas partes». Su término municipal es uno de los que cuenta con más densidad de pinos, de las variedades laricio y albar y ocasionalmente algún pino negro y resinero, y cuenta con parajes como el Poljé del Rincón de Palacios y La Nava, la Reclovilla, el paraje de La Rocha, la Umbría de los Tilos, La Reclova, el Prado Redondo o la Fuente del Berro. Muy cerca de ésta se encuentran la Torca Grande y el Torquín, reflejos de la erosión sobre el relieve kárstico. En el paraje de La Nava nace el Arroyo que lleva su nombre, que formará posteriormente el Arroyo Almagrero y el Júcar.  
Más de cien fuentes se reparten por su término, entre las más conocidas están el Berro, el Villarejo, la Quebrá, la Zorra, Nobella, el Tornajillo, el Pino, los Curas, la Loma, Vacarizas, las colmenas del Rincón y del Prado Redondo, Fuente la Nava, la Fuente Fría, la Toba, las Estacas y la Fuente del tío Peseto, la más cercana al pueblo. 

### Clima

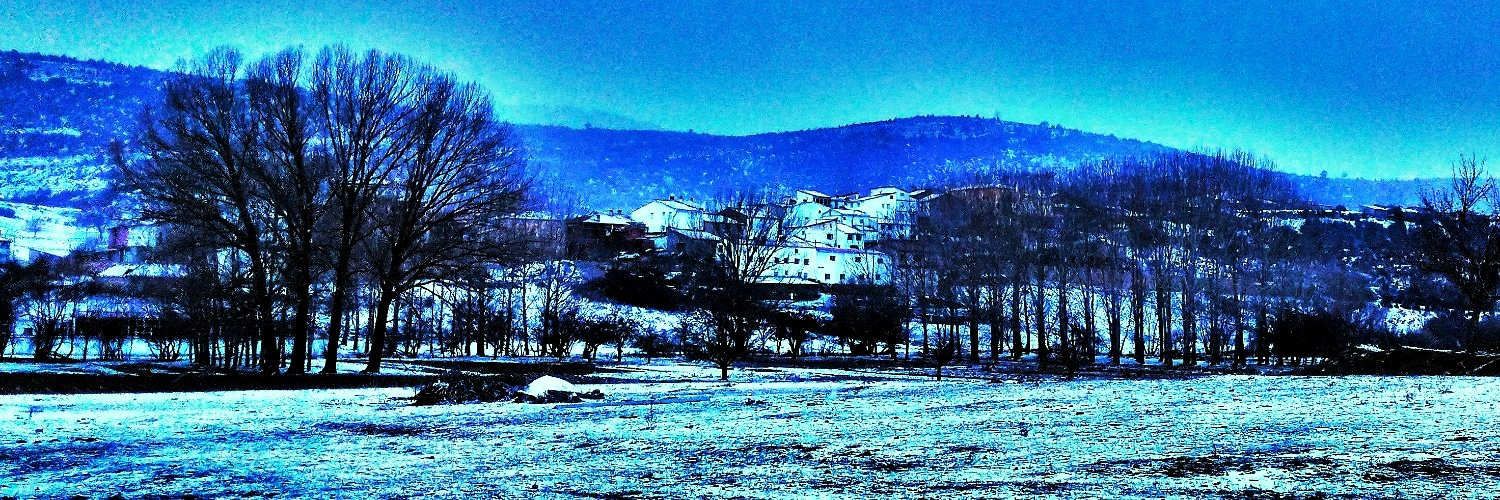
Zafrilla bajo la nieve

Las nevadas son frecuentes en invierno. Su clima es frío, con una media de 160 días de helada al año.
El 12 de enero de 2021, durante la ola de frío posterior a las abundantes nevadas que dejó la borrasca Filomena, con más de 80 cm en el pueblo, se registró una mínima por aficionados a la meteorología de -24,1 °C en el pueblo, -26,7 °C en el rento de La Veredilla y -33,5 °C en el valle del Rincón, en el límite norte del pueblo, lindero con Teruel. Esta mínima es la más baja registrada en Castilla-La Mancha y una de las más bajas de las que se tiene constancia en España, solo por debajo del Valle de Liordes en la Cordillera Cantábrica (-35,8 °C) y el Clot del Tuc de la Llança (-34,1 °C) en el Pirineo. Su pluviometría anual, aunque se reduce cada año, ronda los 800 mm, aunque el valle del Rincón ronda los 1000 mm.

## Historia
Zafrilla es mencionada en el repertorio de Villuga (1546) como una de las paradas en el camino de Cuenca a Tortosa. Las etapas eran: Palomera, La Cierva, Valdemoro-Sierra, Huerta del Marquesado, Laguna del Marquesado, Zafrilla, Val de San Pedro, Jabaloyas, Campillo, Teruel, Corbalán, Cedrillas, Monteagudo, Allepuz, Villarroya de los Pinares, Fortanete, Mirambel, La Mata, Forcall, Morella, Vallibona, Traiguera, La Galera, Tortosa.
A mediados del siglo XIX, el lugar contaba con una población censada de 569 habitantes. La localidad aparece descrita en el decimosexto volumen del Diccionario geográfico-estadístico-histórico de España y sus posesiones de Ultramar de Pascual Madoz de la siguiente manera:

ZAFRILLA: l. con ayunt. en la prov. y dióc. de Cuenca (9 leg.), part. jud. de Cañete, aud. terr. de Albacete y c. g. de Castilla la Nueva (Madrid): sit. hácia la parte N. de la prov., en terreno quebrado y rodeado de pinares por todas partes; su clima es frio, bien ventilado y sano. Consta de 144 casas de pobre construccion y escasas comodidades; las aguas son de escelente calidad; su igl. parr.es un edificio regular y está servida por un cura de entrada y de presentacion del ordinario. El térm. confina por N. con el de Vallecillo, prov. de Teruel; E. Salinas y Salvacañete; S. Tejadillos, y O. La Laguna. Su terreno es de buena calidad; se hallan reducidas á cultivo 1,000 fan., y lo restante destinado á pastos y poblado de pinos útiles para construccion. Los caminos son locales y malos. prod.: trigo, cebada, centeno, avena, escaña, patatas, algunas hortalizas y poco cáñamo; se crian sobre 8,000 cab. de ganado lanar y cabrío, y 400 de yeguar y vacuno, caza de liebres, perdices, conejos, y alguna de mayor. ind.: la agrícola y un molino harinero. comercio: la venta de ganado lanar, vacuno y demás prod. agrícolas, y la importacion de algunos art. de primera necesidad. pobl.: 143 vec., 569 almas cap. prod.: 1.025,820 rs. imp.: 51,291. El presupuesto municipal asciende á 2,700 rs., y se cubre con el prod. de un horno de pan cocer, un molino harinero y una deh. de propios.
(Madoz, 1850, p. 448)

La Veredilla, el Collado Verde y La Hondonada son sus rentos o aldeas principales, que aunque quedaron desiertas en los años 1970, se han comenzado a colonizar por zafrilleros para pasar períodos vacacionales. Hubo otros muchos rentos más pequeños, como la Fuente del Berro, la Fuente Fría, o el rento del Prado Redondo.

## Demografía
Zafrilla cuenta con una población de 53 habitantes (INE 2024).
| Gráfica de evolución demográfica de Zafrilla entre 1842 y 2021                                                      |
| |
| Población de derecho según los censos de población del INE Población de hecho según los censos de población del INE |

## Fiestas
Las fiestas patronales son el 28 de agosto, San Agustín. En ellas se celebran encierros de reses bravas de la prestigiosa ganadería de los Hermanos Mora, que atraen a vecinos de muchas poblaciones de Cuenca y Teruel. Los toros son acompañados por los bueyes desde el paraje de La Reclova por aficionados a caballo y en coche hasta el pueblo, donde son conducidos por los mozos hasta la plaza. El último día de fiestas se celebra la Carrera de la Joya, en la que sobre una distancia de 1400 m, se compite por ver quién es el primero en entrar en meta y besar su bandera, que luego es bailada de forma magistral por los zafrilleros.